# Pattinaggio di velocità agli VIII Giochi olimpici invernali
Le competizioni del pattinaggio di velocità degli VIII Giochi olimpici invernali si sono svolte dal 20 al 27 febbraio 1960 sulla pista del Olympic Skating Rink a Squaw Valley. 
A differenza dell'ultima edizione di Cortina d'Ampezzo 1956 si sono disputate per la prima volta ufficialmente le gare femminili (nel edizione di Lake Placid 1932 il pattinaggio di velocità femminile era solo dimostrativo).

## Programma
| Pattinaggio di velocità aI VIII Giochi olimpici invernali | Pattinaggio di velocità aI VIII Giochi olimpici invernali | Pattinaggio di velocità aI VIII Giochi olimpici invernali | Pattinaggio di velocità aI VIII Giochi olimpici invernali | Pattinaggio di velocità aI VIII Giochi olimpici invernali | Pattinaggio di velocità aI VIII Giochi olimpici invernali | Pattinaggio di velocità aI VIII Giochi olimpici invernali | Pattinaggio di velocità aI VIII Giochi olimpici invernali | Pattinaggio di velocità aI VIII Giochi olimpici invernali | Pattinaggio di velocità aI VIII Giochi olimpici invernali | Pattinaggio di velocità aI VIII Giochi olimpici invernali | Pattinaggio di velocità aI VIII Giochi olimpici invernali |
| Eventi / Giorni                                           | Febbraio 1960                                             | Febbraio 1960                                             | Febbraio 1960                                             | Febbraio 1960                                             | Febbraio 1960                                             | Febbraio 1960                                             | Febbraio 1960                                             | Febbraio 1960                                             | Febbraio 1960                                             | Febbraio 1960                                             | Febbraio 1960                                             |
| Eventi / Giorni                                           | 18                                                        | 19                                                        | 20                                                        | 21                                                        | 22                                                        | 23                                                        | 24                                                        | 25                                                        | 26                                                        | 27                                                        | 28                                                        |
| --------------------------------------------------------- | --------------------------------------------------------- | --------------------------------------------------------- | --------------------------------------------------------- | --------------------------------------------------------- | --------------------------------------------------------- | --------------------------------------------------------- | --------------------------------------------------------- | --------------------------------------------------------- | --------------------------------------------------------- | --------------------------------------------------------- | --------------------------------------------------------- |
| Prove maschili                                            |                                                           |                                                           |                                                           |                                                           |                                                           |                                                           | 500 m.                                                    | 5000 m.                                                   | 1500 m.                                                   | 10000 m.                                                  |                                                           |
| Prove femminili                                           |                                                           |                                                           | 500 m.                                                    | 1500 m.                                                   | 1000 m.                                                   | 3000 m.                                                   |                                                           |                                                           |                                                           |                                                           |                                                           |

## Podi
| Evento             | Oro                      | Perform. | Argento            | Perform. | Bronzo           | Perform. |
| Gare maschili      |                          |          |                    |          |                  |          |
| 500 m (dettagli)   | Evgenij Grišin           | 40"2     | William Disney     | 40"3     | Rafaėl' Grač     | 40"4     |
| 1500 m (dettagli)  | Roald Aas Evgenij Grišin | 2'10"4   | N/A                |          | Boris Stenin     | 2'11"5   |
| 5000 m (dettagli)  | Viktor Kosichkin         | 7'51"3   | Knut Johannesen    | 8'00"8   | Jan Pesman       | 8'05"1   |
| 10000 m (dettagli) | Knut Johannesen          | 15'46"6  | Viktor Kosichkin   | 15'49"2  | Kjell Bäckman    | 16'14"2  |
| Gare femminili     |                          |          |                    |          |                  |          |
| 500 m (dettagli)   | Helga Haase              | 45"9     | Natal'ja Dončenko  | 46"0     | Jeanne Ashworth  | 46"1     |
| 1000 m (dettagli)  | Klara Guseva             | 1'34"1   | Helga Haase        | 1'34"3   | Tamara Rylova    | 1'34"8   |
| 1500 m (dettagli)  | Lidija Skoblikova        | 2'25"2   | Elwira Seroczyńska | 2'25"7   | Helena Pilejczyk | 2'27"1   |
| 3000 m (dettagli)  | Lidija Skoblikova        | 5'14"3   | Valentina Stenina  | 5'16"9   | Eevi Huttunen    | 5'21"0   |

## Medagliere
| Posizione | Paese            |   |   |   | Totale |
| --------- | ---------------- | - | - | - | ------ |
| 1         | Unione Sovietica | 6 | 3 | 3 | 12     |
| 2         | Norvegia         | 2 | 1 | 0 | 3      |
| 3         | Germania         | 1 | 1 | 0 | 2      |
| 4         | Stati Uniti      | 0 | 1 | 1 | 2      |
| 4         | Polonia          | 0 | 1 | 1 | 2      |
| 6         | Finlandia        | 0 | 0 | 1 | 1      |
| 6         | Svezia           | 0 | 0 | 1 | 1      |
| 6         | Paesi Bassi      | 0 | 0 | 1 | 1      |
| Totale    | Totale           | 9 | 7 | 8 | 24     |